# Транстихоокеанское партнёрство
Транстихоокеанское партнёрство (ТТП; англ. Trans-Pacific Partnership, TPP) — преференциальное торговое соглашение между 12 странами Азиатско-Тихоокеанского региона, целью которого являлось снижение тарифных барьеров, а также регулирование внутренних правил в странах-участницах в таких областях, как трудовое право, экология, интеллектуальная собственность и некоторых других.
Соглашение о создании Транстихоокеанского партнёрства было подписано 4 февраля 2016 года в Окленде, Новая Зеландия.
С 2010 по сентябрь 2013 года страны провели 19 раундов официальных переговоров по проекту соглашения о ТТП. 5 октября 2015 года в Атланте (США) было достигнуто соглашение по Транстихоокеанскому партнёрству между теми же 12 странами, которое, однако, так и не вступило в силу. Дональд Трамп объявил о выходе США из соглашения в январе 2017 года, и поскольку США были ключевым участником, это фактически сделало первоначальный договор недействительным.
После выхода США из соглашения в январе 2017 года, 11 стран Азиатско-Тихоокеанского региона подготовили новое дополнительное соглашение под названием Всеобъемлющее и прогрессивное соглашение о Транстихоокеанском партнёрстве, также называемое ТТП-11; оно оставляет без изменения большинство положений ТТП, но приостанавливает действие тех условий, на принятии которых настаивали Соединённые Штаты. Данное соглашение вступило в силу 30 декабря 2018 года после того, как его ратифицировали Япония, Мексика, Сингапур, Новая Зеландия, Канада и Австралия. Во Вьетнаме документ начал действовать с 14 января 2019 года. В Брунее, Малайзии, Перу и Чили соглашение вступило в силу 14 марта 2019 года, после ратификации.

## Члены
Переговоры инициированы в 2008 году Соединёнными Штатами Америки и четырьмя участниками Соглашения о Транстихоокеанском стратегическом экономическом партнерстве (Бруней, Сингапур, Чили и Новая Зеландия). Впоследствии число участников возросло до 12 стран.
| Страна         | Статус              | Дата начала переговоров | Дата выхода из соглашения |
| -------------- | ------------------- | ----------------------- | ------------------------- |
| Бруней         | подписавшая сторона | февраль 2008            |                           |
| Чили           | подписавшая сторона | февраль 2008            |                           |
| Новая Зеландия | подписавшая сторона | февраль 2008            |                           |
| Сингапур       | подписавшая сторона | февраль 2008            |                           |
| США            | вышли из соглашения | февраль 2008            | 23 января 2017            |
| Австралия      | подписавшая сторона | ноябрь 2008             |                           |
| Перу           | подписавшая сторона | ноябрь 2008             |                           |
| Вьетнам        | подписавшая сторона | ноябрь 2008             |                           |
| Малайзия       | подписавшая сторона | октябрь 2010            |                           |
| Мексика        | подписавшая сторона | октябрь 2012            |                           |
| Канада         | подписавшая сторона | октябрь 2012            |                           |
| Япония         | подписавшая сторона | март 2013               |                           |

Потенциальные участники
| Страна      | Статус                         | Дата          |
| ----------- | ------------------------------ | ------------- |
| Колумбия    | объявлено о заинтересованности | январь 2010   |
| Филиппины   | объявлено о заинтересованности | сентябрь 2010 |
| Тайвань     | объявлено о заинтересованности | сентябрь 2013 |
| Южная Корея | объявлено о заинтересованности | ноябрь 2013   |
| Таиланд     | объявлено о заинтересованности | ноябрь 2013   |
| Индонезия   | объявлено о заинтересованности | октябрь 2015  |
| Китай       | объявлено о заинтересованности | ноябрь 2020   |
| Украина     | Подала заявку                  | 7 июля 2023   |

## История создания
Предложение о создании ТТП было выдвинуто в 2003 году тремя странами — Новой Зеландией, Сингапуром и Чили. В 2005 году участником стал Бруней, в том же году четыре страны подписали соглашение об учреждении ТТП, вступившее в силу в 2006 году.
В соглашении об учреждении ТТП было заявлено, что его участники создали, в соответствии с нормами ВТО, зону свободной торговли.
Далее на протяжении двух лет новая организация практически никак себя не проявляла.
В 2008 году данным проектом заинтересовались США, а затем Австралия, Вьетнам и Перу. В 2010 году переговоры о присоединении к ТТП начала Малайзия, в 2012 году — Канада и Мексика.
В апреле 2012 года США заявила о намерении включить в состав организации Японию, в марте 2013 Япония решила начать переговоры о вступлении в ТТП В мае 2013 года было анонсировано начало переговоров по Японии, в предпринимательской среде Японии началось активное обсуждение перспектив вхождения в ТТП.
23 января 2017 года Президент США Дональд Трамп подписал указ о выходе США из Транстихоокеанского партнерства. Отказ США от участия в Транстихоокеанском партнерстве входил в предвыборную программу Дональда Трампа, избранного в ноябре 2016 года 45-м президентом США.
Далее в январе 2018 года ТТП преобразуется во "Всеобъемлющее и прогрессивное соглашение о Транстихоокеанском партнерстве" (ВПТПП)

## Содержание проекта соглашения
Полное название документа — Соглашение о Транстихоокеанском стратегическом экономическом сотрудничестве (англ. Trans-Pacific Strategic Economic Partnership Agreement).
Подготовка проекта Соглашения ведется в абсолютной секретности переговоров при обсуждении его условий.
На конец 2012 года в Интернет просочились лишь несколько предложений отдельных стран по формулированию тех или иных разделов соглашения, но его предварительного полного текста никто не видел. Из ставших известными отрывков Проекта очевиден его уникальный по строгости регулирования характер.
Соглашение регулирует большой круг вопросов, связанных с правовой охраной интеллектуальных прав (доменные имена в Интернете, регистрация и защита товарных знаков, охраны авторских и смежных прав, ограничения в производстве дешёвых аналогов запатентованных лекарств и др.), с сельским хозяйством, телекоммуникациями, финансовыми услугами, таможенным сотрудничеством и тарифами, взаимными инвестициями и т. д.
США отстаивают идею ввести порядок, при котором страну — члена ТТП можно было бы обязать поднять трудовые и экологические стандарты до определенного, «международного» уровня.
Также США принадлежит инициатива учреждения в рамках ТТП особого суда для рассмотрения споров между транснациональными корпорациями и правительствами.

## Прогнозируемый результат
По японским оценкам, либерализация аграрного рынка могла привести к резкому, примерно на 40%, падению собственного производства в Японии основных продовольственных товаров, поскольку японское сельское хозяйство полностью зависимо от господдержки и не способно к открытой конкуренции. При этом, вступление в ТТП снизит цены на импортируемые в Японию пищевые продукты.
Выгоду от вступления в ТТП получили бы японские экспортеры автомобилей, электроники и другой продукции обрабатывающей промышленности, в связи с чем ведущие американские автомобилестроительные компании выступили против участия Японии в ТТП.
По прогнозам, доля стран ТТП (вместе с Японией) в мировом ВВП могла достигнуть 38—40 % и четверти оборота мировой торговли (при этом лидируя по объему доли в ВВП, но уступая в обороте мировой торговли торговому блоку АСЕАН+6).

## Мнения и оценки
По оценке китайских экспертов, начавшаяся с конца 2009 года подготовка американцами торгового соглашения в рамках ТТП была обусловлена тем, что Вашингтон пришёл к выводу о том, что АТЭС оказалась не особо действенной структурой в плане продвижения американских интересов в Азии.
По мнению антиглобалистов, создание ТТП представляет собой «корпоративный переворот», поскольку только 2 из 26 глав соглашения о ТТП имеют какое-либо отношение к торговле, а большая часть соглашения «предоставляет новые права и привилегии глобальным корпорациям, в особенности связанные с защитой интеллектуальной собственности (законы об авторских и патентных правах), а также — ограничение на государственное регулирование».
Премьер-министр Японии Синдзо Абэ сказал: «Историки в будущем, без сомнения, скажут, что ТТП открывает век Азиатско-Тихоокеанского региона. И Япония должна быть центром этого века.».
По мнению члена парламента Малайзии Нурул Анвар, соглашение о ТТП «позволит иностранным корпорациям обходить внутреннее законодательство стран и нормативные акты, принятые правительством в общественных интересах, среди которых положения о природных ресурсах, охране окружающей среды, а также политике в области здравоохранения».
На форуме АТЭС в 2011 году президент России Медведев прокомментировал инициативу США по созданию ТТП: «Я пока не очень понимаю, что получится из транстихоокеанского партнёрства. Когда оно заработает и принесёт свои плоды, тогда я скажу, что этот клуб стал для нас интересным, и тогда можно думать о том, хорошо ли, что мы отсутствуем в нём, или плохо. Пока это только проект. Хотя проект небезынтересный, вне всякого сомнения. Поживём — увидим.».